# Bernhard von Funcke

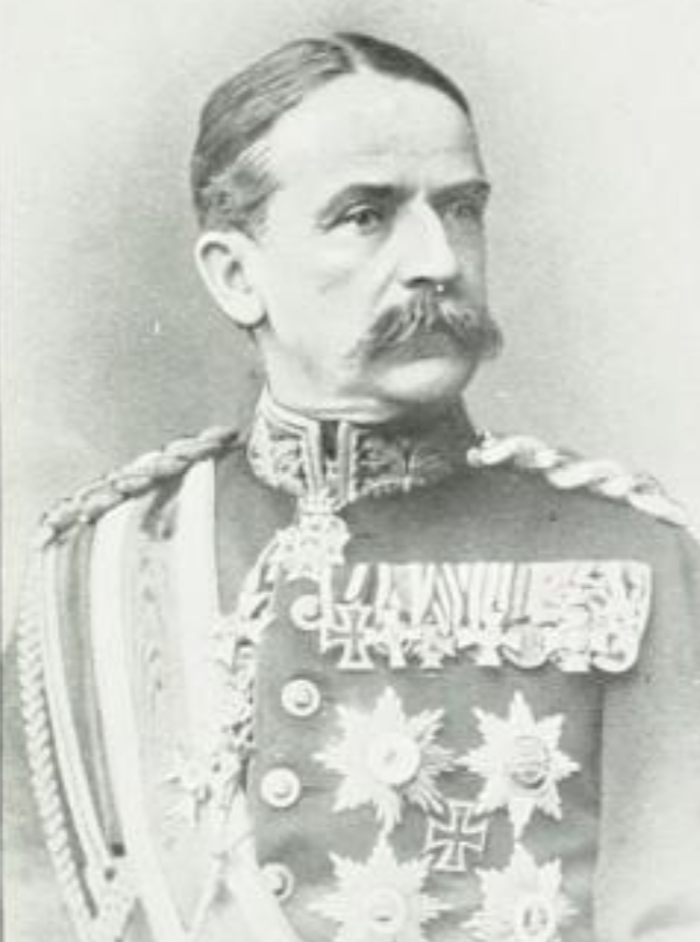
Bernhard von Funcke

Bernhard Oskar Funcke, seit 1873 von Funcke (* 4. Juni 1824 in Radeberg; † 25. Januar 1902 in Dresden) war ein sächsischer Generalleutnant und Stadtkommandant von Dresden.

## Leben
Bernhard (von) Funcke wurde als Sohn des königlich-sächsischen Stabsauditeur August Funcke und dessen Ehefrau Concordia, geb. Melzer geboren. Er besuchte von 1831 bis 1838 das Institut des Dr. Kaden und trat am 1. Januar 1839 in die Artilleriesektion des Kadettenkorps der sächsischen Armee ein. Funcke trug die Charge eines Gefreiten und die Stellung eines Korpsältesten und wurde nach langjähriger Erziehung am 1. Januar 1843 als Fähnrich dem Fußartillerie-Regiment in Dresden überwiesen. Im Dezember desselben Jahres avancierte er zum Leutnant und wurde ab 1845 für zwei Jahre zur Dienstleistung bei der Trainbrigade befehligt. Nach seinem Rücktritt von dieser Dienstleistung wurde er zum Adjutanten der ersten Fußartillerie-Brigade ernannt. Als während des Dresdner Maiaufstandes infolge der Abkommandierung eines Teils der Truppen nach Thüringen und Schleswig-Holstein eine Verstärkung der sächsischen Truppen in der Landeshauptstadt durch solche aus dem benachbarten Preußen zur Notwendigkeit wurde, beschloss die sächsische Regierung Leutnant Funcke direkt nach Berlin zu entsenden um die Unterstützung herbei zu holen. Die Reise nach Berlin war eine schwierige Aufgabe; er trat am 4. Mai 1849 nach 36-stündiger Reise in Berlin ein, entledigte sich seines Auftrages und fuhr am 5. Mai früh bereits, begleitet vom Füsilierbataillon des Kaiser-Alexander-Garde-Grenadier-Regiments mittels Extrazuges nach Dresden. Er wurde vom 12. Juni 1849 ab auf einige Monate als stellvertretender Adjutant in das Artilleriekorpskommando befehligt und während dieser Dienstleistung zum Oberleutnant befördert, um im Jahre darauf als Adjutant der neuformierten Brigade halbberittener Artillerie in Radeberg zugewiesen zu werden. Er wurde alsbald zum sächsischen Generalstab unter gleichzeitiger Ernennung zum Adjutanten des sächsischen Prinzen Georg abkommandiert. Er diente dem Prinzen als artilleristischer Instrukteur. 1857 wurde er zum Hauptmann im Generalstab befördert und zum Mitglied der Artilleriekommission befehligt. Er nahm als Generalstabsoffizier unter Generalmajor Bernhard von Schimpff an der Bundesexekution gegen die Herzogtümer Holstein und Lauenburg von 1863 teil. 1865 stieg er zum Major und Souschef des Generalstabes auf. Die Bearbeitung eines neuen Artilleriereglements, mit der Funcke beauftragt war, trug ihm die Auszeichnung durch das Ritterkreuz des Albrechtsordens ein.
Nach Ausbruch des Krieges gegen Preußen war Funcke als Souschef des Generalstabes für die Leitung der sächsischen Truppen während der Schlacht bei Gitschin und die Verwendung der sächsischen Truppen bei der Schlacht von Königgrätz zuständig. Er wurde für seine Verdienste mit dem Ritterkreuz des Militär-St.-Heinrichs-Ordens ausgezeichnet. Nach der Niederlage des Königreich Sachsen und anschließender Neuorganisation der sächsischen Armee wurde er als Vorstand der Abteilung für die technischen Angelegenheiten dem Kriegsministerium zugeteilt und in dieser Stellung am 4. November 1867 zum Oberstleutnant befördert. Am 1. Dezember 1868 wurde er Regimentskommandeur des 1. Feldartillerie-Regiments Nr. 12 und in dieser Stellung im Juni 1869 zum Oberst befördert. Nach Ausbruch des Krieges gegen Frankreich wurde er durch die Ordre de Bataille Kommandeur der Korps-Artillerie des XII. (I. Königlich Sächsisches) Armee-Korps. Mit dieser leitete er am 18. August den Angriff auf St. Marie aux chenes ein, dass dann durch die Brigade Leonhardi eingenommen wurde. Nachfolgend nahm er u. a. an der Schlacht von Gravelotte teil. Auch in der Schlacht von Sedan konnte er sich deutlich auszeichnen, wobei Oberst Funcke durch eine Schussfraktur des linken Unterschenkels schwer verwundet wurde. Für seine Verdienste im Konflikt wurde er u. a. mit dem Kommandeurkreuz II. Klasse des Militär-St.-Heinrichs-Ordens und dem Eisernen Kreuz I. Klasse ausgezeichnet. 1871 wurde er zum Brigadekommandeur der sächsischen Artilleriebrigade ernannt. Durch Adelsdiplom vom 18. Februar 1873  wurde er zudem für seine Verdienste in den erblichen sächsischen Adelsstand erhoben. 1874 folgte die Beförderung zum Generalmajor sowie 1880 die zum Generalleutnant. Mit letzterer Beförderung wurde er zudem Stadtkommandant von Dresden, wobei er schon nach einigen Jahren aufgrund seines Alters und seiner Kriegsverletzung langsam seinen Abschied nehmen musste. Unter Genehmigung seines Abschiedsgesuches wurde er unter 1887 Verleihung des Großkreuz des Albrechtsordens zur Disposition gestellt. 1891 wurde er á la suite des Feldartillerie-Regiments Nr. 12 gestellt. Im Ruhestand wirkte er u. a. als Vorstand des Königlich-Sächsischen Invalidenhauses. Verheiratet war er mit Mary Emerson geb. Brooks aus New York. Ein Sohn war der sächsische Offizier Albert von Funcke.